# Tellancourt
Tellancourt est une commune française située dans le département de Meurthe-et-Moselle, en région Grand Est.

## Géographie
| Virton ( Belgique) |             | Saint-Pancré         |
|                    | Tellancourt |                      |
| Longuyon           |             | Fresnois-la-Montagne |

La commune est délimitée à l’ouest par la frontière franco-belge qui la sépare de la province de Luxembourg. Le village belge le plus proche est Grandcourt au nord-ouest.

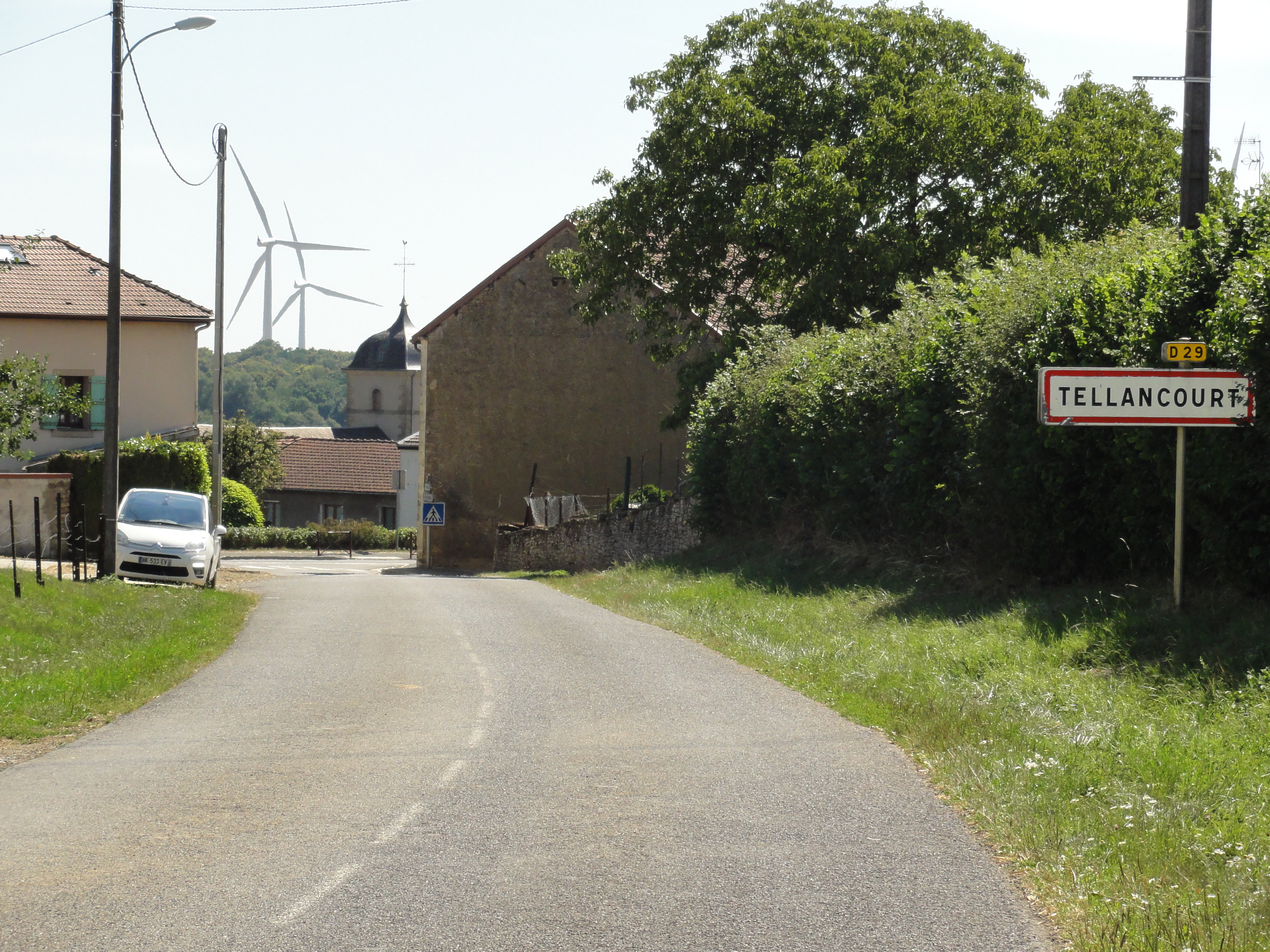
Entrée de Tellancourt.

### Hydrographie
La commune est dans le bassin versant de la Meuse au sein du bassin Rhin-Meuse. Elle n'est drainée par aucun cours d'eau,.

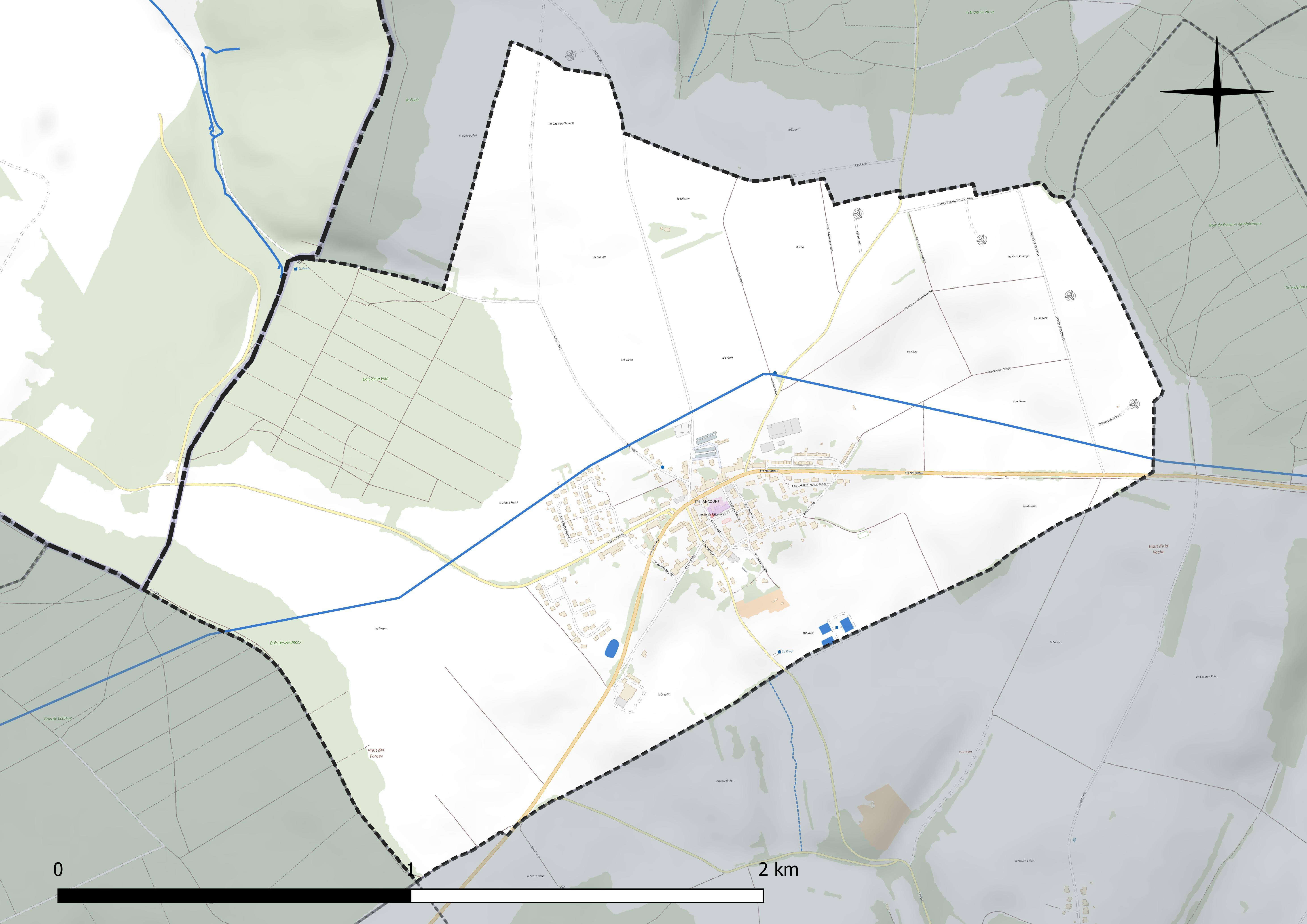
Réseau hydrographique de Tellancourt.

### Climat
Pour des articles plus généraux, voir Climat du Grand Est et Climat de Meurthe-et-Moselle.
En 2010, le climat de la commune est de type climat de montagne, selon une étude du Centre national de la recherche scientifique s'appuyant sur une série de données couvrant la période 1971-2000. En 2020, Météo-France publie une typologie des climats de la France métropolitaine dans laquelle la commune est exposée à un climat semi-continental et est dans la région climatique  Lorraine, plateau de Langres, Morvan, caractérisée par un hiver rude (1,5 °C), des vents modérés et des brouillards fréquents en automne et hiver. 
Pour la période 1971-2000, la température annuelle moyenne est de 8,8 °C, avec une amplitude thermique annuelle de 16,2 °C. Le cumul annuel moyen de précipitations est de 902 mm, avec 13,5 jours de précipitations en janvier et 9,7 jours en juillet. Pour la période 1991-2020, la température moyenne annuelle observée sur la station météorologique de Météo-France la plus proche, « Villette », sur la commune de Villette à 7 km à vol d'oiseau, est de 10,1 °C et le cumul annuel moyen de précipitations est de 909,4 mm. 
La température maximale relevée sur cette station est de 39 °C, atteinte le 25 juillet 2019 ; la température minimale est de −14,8 °C, atteinte le 20 décembre 2009,,. 
Les paramètres climatiques de la commune ont été estimés pour le milieu du siècle (2041-2070) selon différents scénarios d'émission de gaz à effet de serre à partir des nouvelles projections climatiques de référence DRIAS-2020. Ils sont consultables sur un site dédié publié par Météo-France en novembre 2022.

## Urbanisme

### Typologie
Au 1er janvier 2024, Tellancourt est catégorisée commune rurale à habitat dispersé, selon la nouvelle grille communale de densité à sept niveaux définie par l'Insee en 2022.
Elle est située hors unité urbaine. Par ailleurs la commune fait partie de l'aire d'attraction de Longwy, dont elle est une commune de la couronne,. Cette aire, qui regroupe 23 communes, est catégorisée dans les aires de moins de 50 000 habitants,.

### Occupation des sols
L'occupation des sols de la commune, telle qu'elle ressort de la base de données européenne d’occupation biophysique des sols Corine Land Cover (CLC), est marquée par l'importance des territoires agricoles (74,8 % en 2018), en diminution par rapport à 1990 (76,2 %). La répartition détaillée en 2018 est la suivante : terres arables (74,8 %), forêts (16,4 %), zones urbanisées (8,8 %). L'évolution de l’occupation des sols de la commune et de ses infrastructures peut être observée sur les différentes représentations cartographiques du territoire : la carte de Cassini (XVIIIe siècle), la carte d'état-major (1820-1866) et les cartes ou photos aériennes de l'IGN pour la période actuelle (1950 à aujourd'hui).

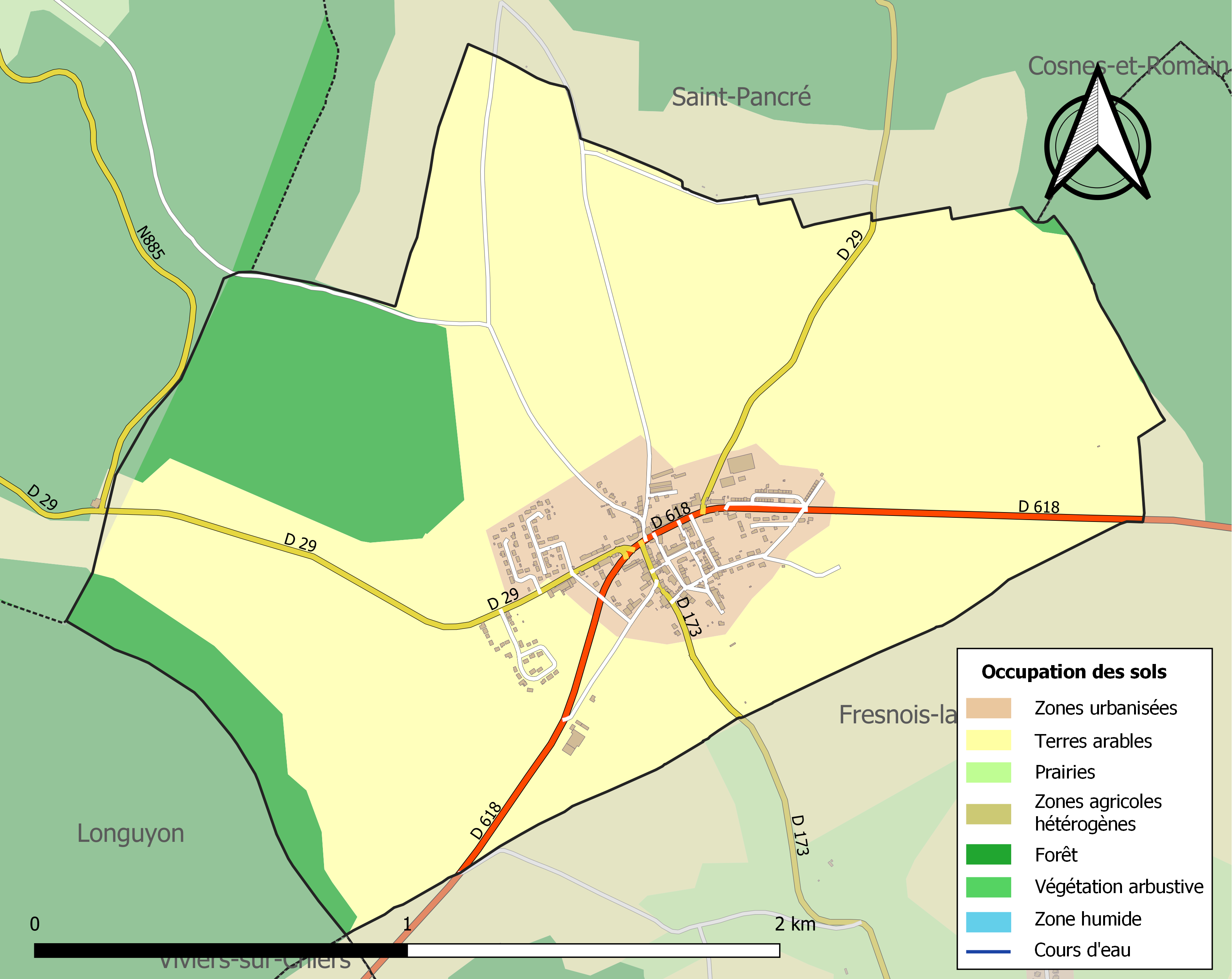
Carte des infrastructures et de l'occupation des sols de la commune en 2018 (CLC).

## Toponymie
Le nom de la localité est attesté sous les formes Tallancourt (1304) ; Thilicourt (xve siècle) ; Tillicourt (xve siècle) ; Celancourt (1425) ; Toullancourt (1533) ; Taillancourt (1571) ; Thelaucourt (1756).

## Histoire
Village de l'ancienne province du Barrois.

## Politique et administration
| Période                                  | Période                   | Identité                                     | Étiquette | Qualité                    |
| ---------------------------------------- | ------------------------- | -------------------------------------------- | --------- | -------------------------- |
| Les données manquantes sont à compléter. |                           |                                              |           |                            |
| mars 2001                                | En cours (au 24 mai 2020) | Daniel Roeser Réélu pour le mandat 2020-2026 | UDI       | Ancien exploitant agricole |

## Population et société

### Démographie
L'évolution du nombre d'habitants est connue à travers les recensements de la population effectués dans la commune depuis 1793. Pour les communes de moins de 10 000 habitants, une enquête de recensement portant sur toute la population est réalisée tous les cinq ans, les populations de référence des années intermédiaires étant quant à elles estimées par interpolation ou extrapolation. Pour la commune, le premier recensement exhaustif entrant dans le cadre du nouveau dispositif a été réalisé en 2005.

En 2022, la commune comptait 638 habitants, en évolution de +14,13 % par rapport à 2016 (Meurthe-et-Moselle : −0,13 %, France hors Mayotte : +2,11 %).
| 1793 | 1800 | 1806 | 1836 | 1841 | 1861 | 1866 | 1872 | 1876 |
| ---- | ---- | ---- | ---- | ---- | ---- | ---- | ---- | ---- |
| 240  | 242  | 288  | 500  | 479  | 461  | 413  | 408  | 409  |

| 1881 | 1886 | 1891 | 1896 | 1901 | 1906 | 1911 | 1921 | 1926 |
| ---- | ---- | ---- | ---- | ---- | ---- | ---- | ---- | ---- |
| 398  | 391  | 352  | 323  | 318  | 327  | 303  | 301  | 313  |

| 1931 | 1936 | 1946 | 1954 | 1962 | 1968 | 1975 | 1982 | 1990 |
| ---- | ---- | ---- | ---- | ---- | ---- | ---- | ---- | ---- |
| 308  | 312  | 230  | 280  | 447  | 522  | 571  | 533  | 480  |

| 1999 | 2005 | 2006 | 2010 | 2015 | 2020 | 2022 | - | - |
| ---- | ---- | ---- | ---- | ---- | ---- | ---- | - | - |
| 523  | 591  | 585  | 571  | 551  | 622  | 638  | - | - |

## Culture locale et patrimoine

### Lieux et monuments

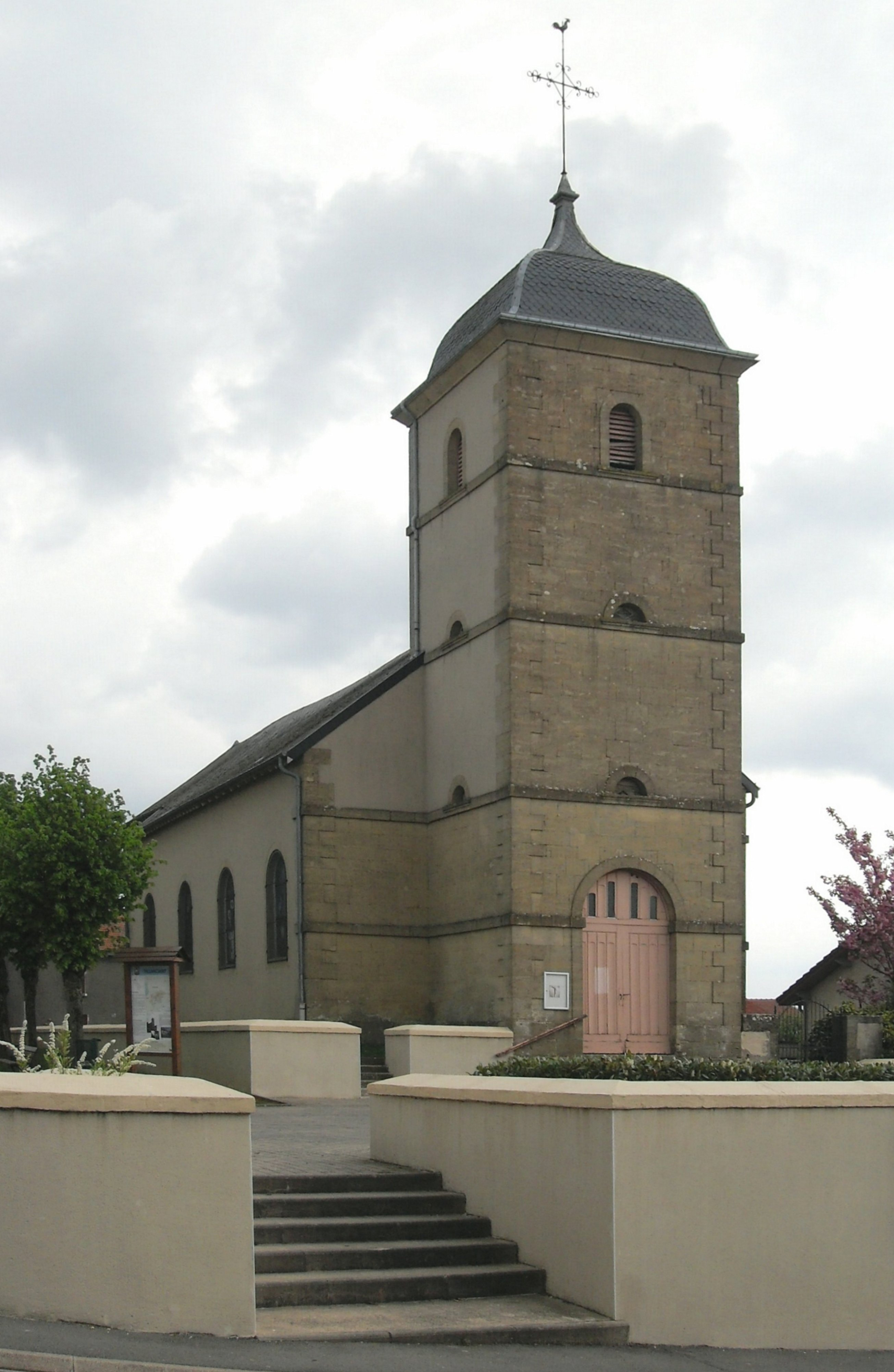
Église de l'Assomption-de-la-Vierge.

- L’église paroissiale de l'Assomption-de-la-Vierge : construite au XVIIIe siècle, agrandie en 1843, en même temps qu'est reconstruite la tour clocher. Travaux de restauration en 1868. Endommagée pendant la guerre 1914-1918 et restaurée en 1928.  Première pierre posée le 18/04/1774, bénie le 4/02/1775 (AD54 - Viviers-sur-Chiers 1741 17945 Mi 589/R 2 page 335/831)
- Le monument aux morts.
- La chapelle Notre-Dame-de-Walcourt : située sur la RN 18 ; construite en 1839, date portée par un cartouche au-dessus du linteau de la porte piétonne.
- Sur la façade de la chapelle, une plaque commémorative de l'abbé Vital Alexandre, tombé glorieusement le 24 août 1914.

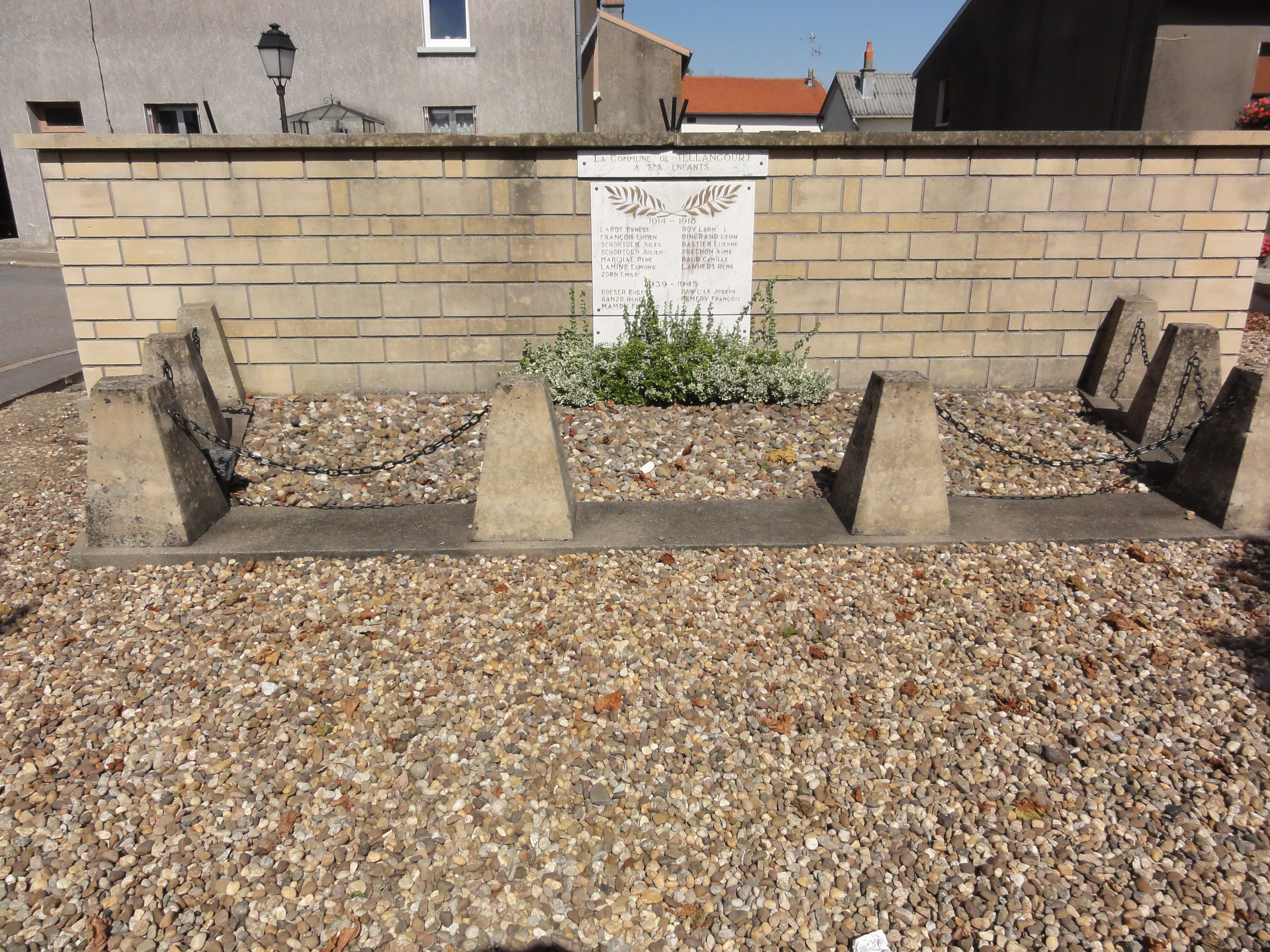
Monument aux morts.
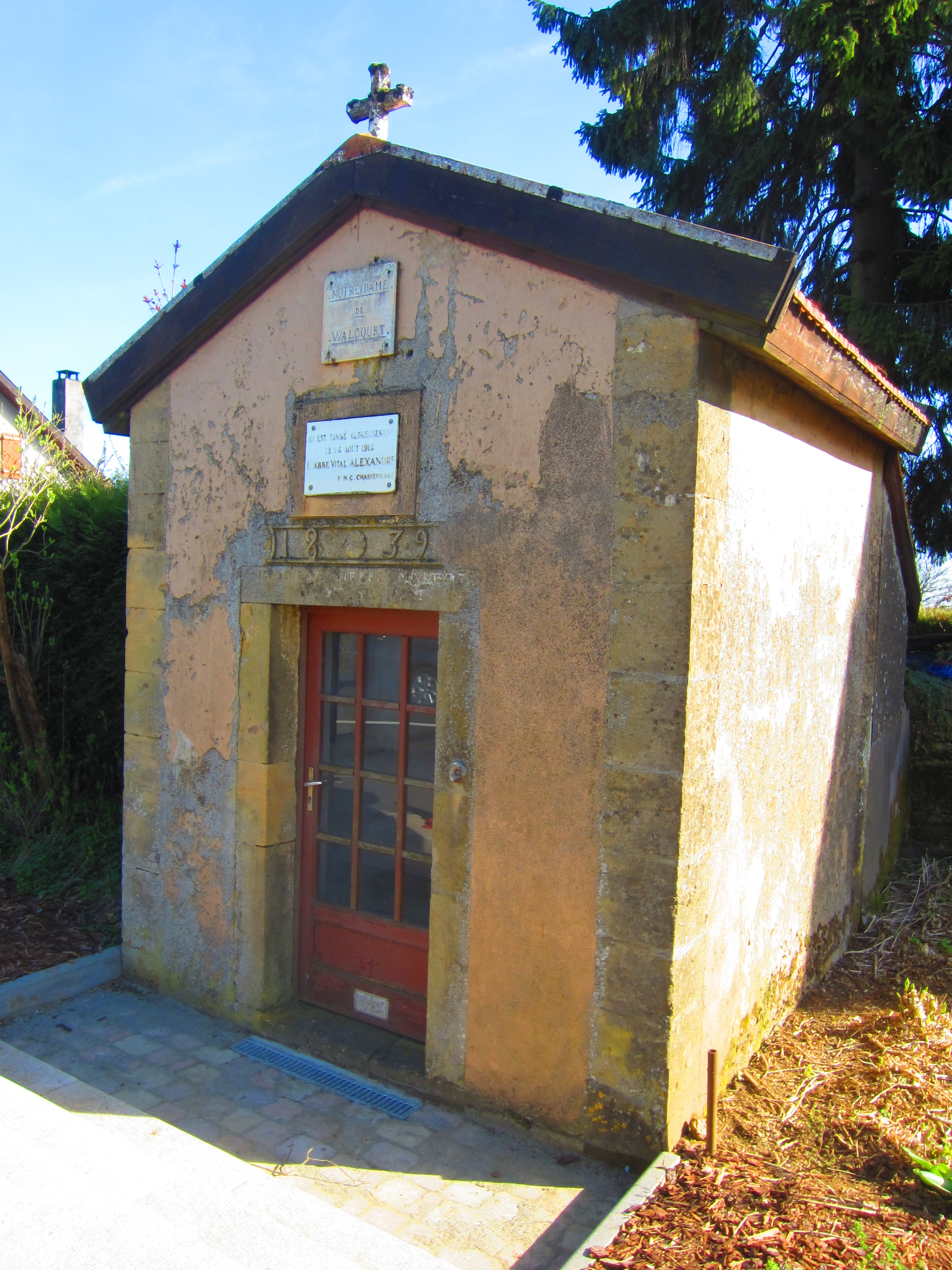
Chapelle Notre-Dame-de-Walcourt.
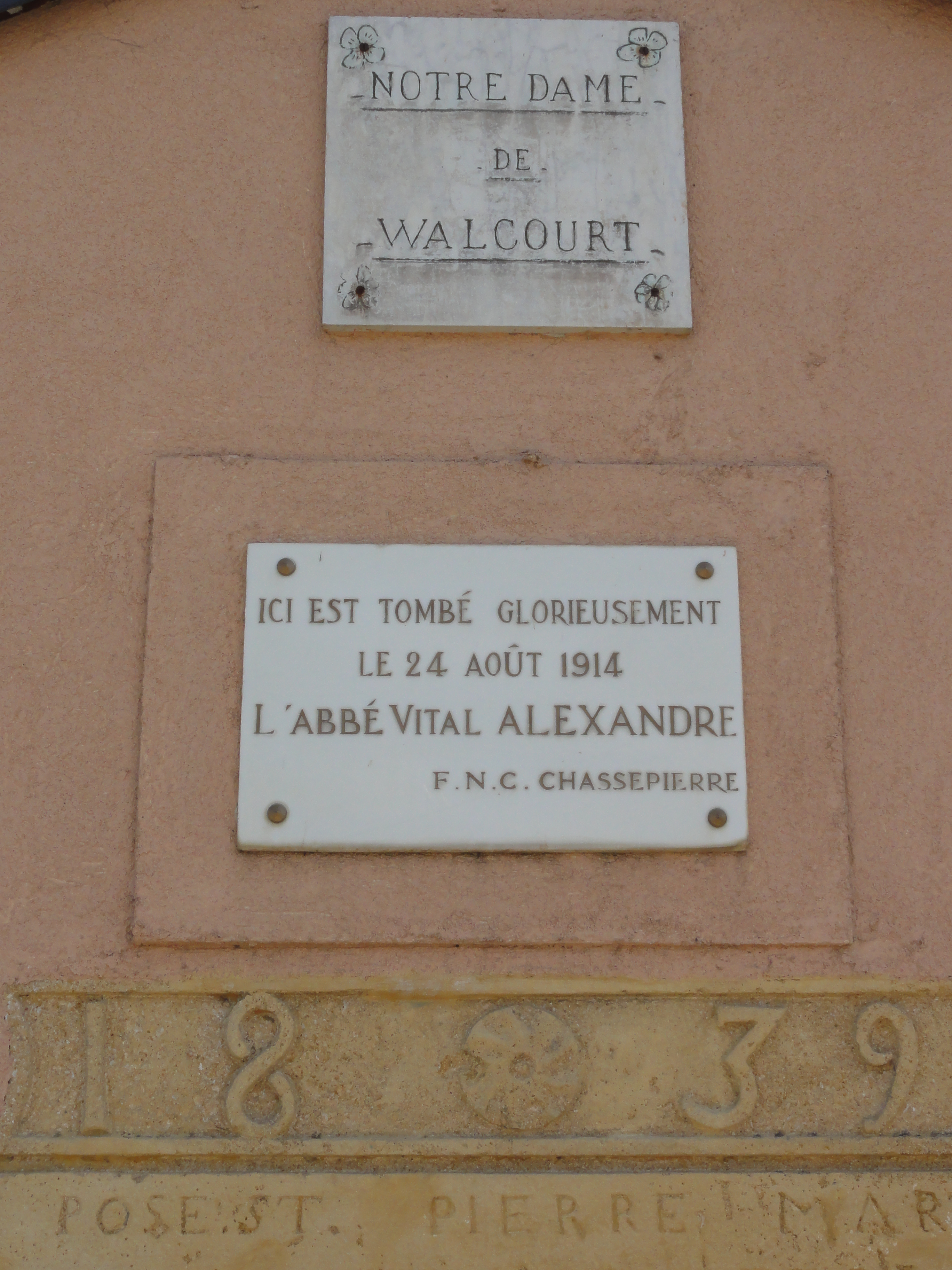
Plaque commémorative de l'abbé Vital Alexandre.

### Personnalités liées à la commune
- Jean-Vital Alexandre (1868-1914) curé de Mussy-la-Ville est exécuté par les Allemands en 1914 à la chapelle Notre-Dame de Walcourt.

### Héraldique, logotype et devise
| Blason de Tellancourt | Blason  | D'azur à l'église d'argent entourée de deux bars affrontés d'or et accompagnée en pointe d'un M majuscule couronné du même. |
| Blason de Tellancourt | Détails | L'église de Tellancourt date du XVIIIe siècle, elle est entourée des deux bars du Barrois pour rappeler que la commune faisait partie de ce duché. Le M couronné indique que c'est la Vierge dans son assomption qui est patronne de la paroisse. Le statut officiel du blason reste à déterminer. |